# Mississippi (musikalbum)
Mississippi är den svenske bluesmusikern Rolf Wikströms femtonde studioalbum som soloartist, utgivet på skivbolaget MNW 1994.

## Låtlista
Där inte annat anges är låtarna skrivna av Rolf Wikström.
1. "Allt är gjort av plåt" – 3:56 (text: Stefan Sundström, musik: Wikström)
2. "Jag tror du ljuger nu" – 3:52
3. "Mississippi" – 4:48
4. "Honung" – 3:27
5. "Svea ligger skändad" – 3:57
6. "Allt letar sig hemåt" – 5:23
7. "Slutstation" – 4:53
8. "Stanna kvar hos mej" – 3:16
9. "Kom och sätt dej" – 3:44
10. "Eva blues" – 4:39
11. "I denna värld" – 4:25
12. "Den blomstertid" – 4:24 (Israel Kolmodin)

## Medverkande
- Bernt Andersson – munspel, dragspel
- Gladys del Pilar – sång (4, 12)
- Ingemar Dunker – trummor
- Björn Engelmann – mastering
- Backa Hans Eriksson – bas
- Torbjörn Hedberg – tekniker
- Christer Jansson – slagverk (3–5, 7, 9, 11)
- Peter LeMarc – kör (3, 5, 7)
- Dag Lundquist – producent, mixning, tekniker
- Thomas Pettersson – tekniker
- Curt-Åke Stefan – tekniker (12)
- Åke Sundqvist – trummor (3, 5–7 ,12)
- Tony Thorén – producent (12), tekniker (12)
- Rolf Wikström – sång, gitarr, producent

## Listplaceringar
| Lista (1994) | Topplacering |
| ------------ | ------------ |
| Sverige      | 5            |

### Fotnoter
1. 1 2  ”Mississippi”. Svensk mediedatabas. http://smdb.kb.se/catalog/search?q=Rolf+Wikstr%C3%B6m&x=0&y=0. Läst 8 januari 2013.
2. ↑  Placeringar på den svenska albumlistan